# کونیتومو سوزوکی
کونیتومو سوزوکی (انگلیسی: Kunitomo Suzuki؛ زادهٔ ۱۳ ژوئیهٔ ۱۹۹۵) بازیکن فوتبال اهل ژاپن است.